# Gens Gavia
La gens Gavia, occasionalmente chiamata anche Gabia, è un'antica famiglia romana di origine plebea. Il loro nome appare per la prima volta durante il I secolo a.C., ma nessuno dei suoi membri ottenne incarichi politici di prestigio fino all'avvento dell'impero. La più importante testimonianza che ci hanno lasciato è l'arco dei Gavi, realizzato a Verona intorno alla metà del I secolo, tuttavia i nomi di alcuni componenti della famiglia si possono trovare incisi anche in una loggia del teatro romano di Verona e in un'iscrizione che ricorda che un membro della gens Gavia provvide, per testamento, alla costruzione di un acquedotto veronese.

## Origini
Come nomen, Gavius è un patronimico derivato dal praenomen Gaius: questo praenomen era utilizzato in particolare dalle popolazioni di lingua osca dell'Italia centrale e meridionale, probabilmente i primi Gavii erano quindi di origine sabina o sannita. Uno dei personaggi più famosi caratterizzati da questo praenomen era Gavius Pontius, un condottiero sannita che partecipò alla seconda guerra sannitica e guidò l'esercito in una vittoria schiacciante contro i romani durante la battaglia delle Forche Caudine.
Come avviene per altri patronimici, inizialmente potrebbero esserci state diverse famiglie non imparentate con lo stesso nomen, e alcune di queste potrebbero anche essere state di origine latina. Si ritiene che Gavius possa essere la forma originale di Gaius, uno dei praenomem più diffusi durante tutta la storia romana; la radice da cui deriva questo nome è la medesima di gaudium, e quindi significa "godere".